# Rally Mariña Lucense
El Rally Mariña Lucense es una prueba de rally que se disputa en la Comarca de la Mariña (Lugo, España) organizado por la Escudería Mix Rallye Sport desde 2019 y es puntuable para el Campeonato de Galicia de Rally.
La prueba luego de varios intentos y su primera edición se llevó a cabo en el mes de noviembre de 2019 por la Escudería Mix Rallye Sport, que venía de celebrar el ya desaparecido Rally Comarca da Ulloa. El epicentro de la prueba se encontraba en la localidad de Vivero y el trazado trancurría por los municipios de Jove, Vicedo y Cervo. Con la ausencia de Víctor Senra, ya campeón esa temporada, la prueba fue un duelo entre Iago Caamaño y Alberto Meira que se adjudicó el primero a bordo de un Volkswagen Polo GTI R5. Al año siguiente la prueba contó con la presencia del piloto ruso Nikolay Gryazin que se hizo con la victoria también con un Polo GTI R5. Segundo fue Víctor Senra y tercero Alberto Meira. El propio Senra lograría su primer triunfo en la prueba al año siguiente y repetiría en 2022, en ambas ocasiones con un Škoda Fabia R5.

## Palmarés
| Año  | Edición                  | Piloto          | Copiloto               | Automóvil              | Series  |
| ---- | ------------------------ | --------------- | ---------------------- | ---------------------- | ------- |
| 2019 | 1.º Rally Mariña Lucense | Iago Caamaño    | Alberto Rodríguez      | Volkswagen Polo GTI R5 | Galicia |
| 2020 | 2.º Rally Mariña Lucense | Nikolay Gryazin | Konstantin Aleksandrov | Volkswagen Polo GTI R5 | Galicia |
| 2021 | 3.º Rally Mariña Lucense | Víctor Senra    | David Vázquez          | Škoda Fabia R5         | Galicia |
| 2022 | 4.º Rally Mariña Lucense | Víctor Senra    | «Jandrín»              | Škoda Fabia R5         | Galicia |
| 2023 | 5.º Rally Mariña Lucense | Víctor Senra    | David Vázquez          | Citroën C3 WRC         | Galicia |